# Slip carriage

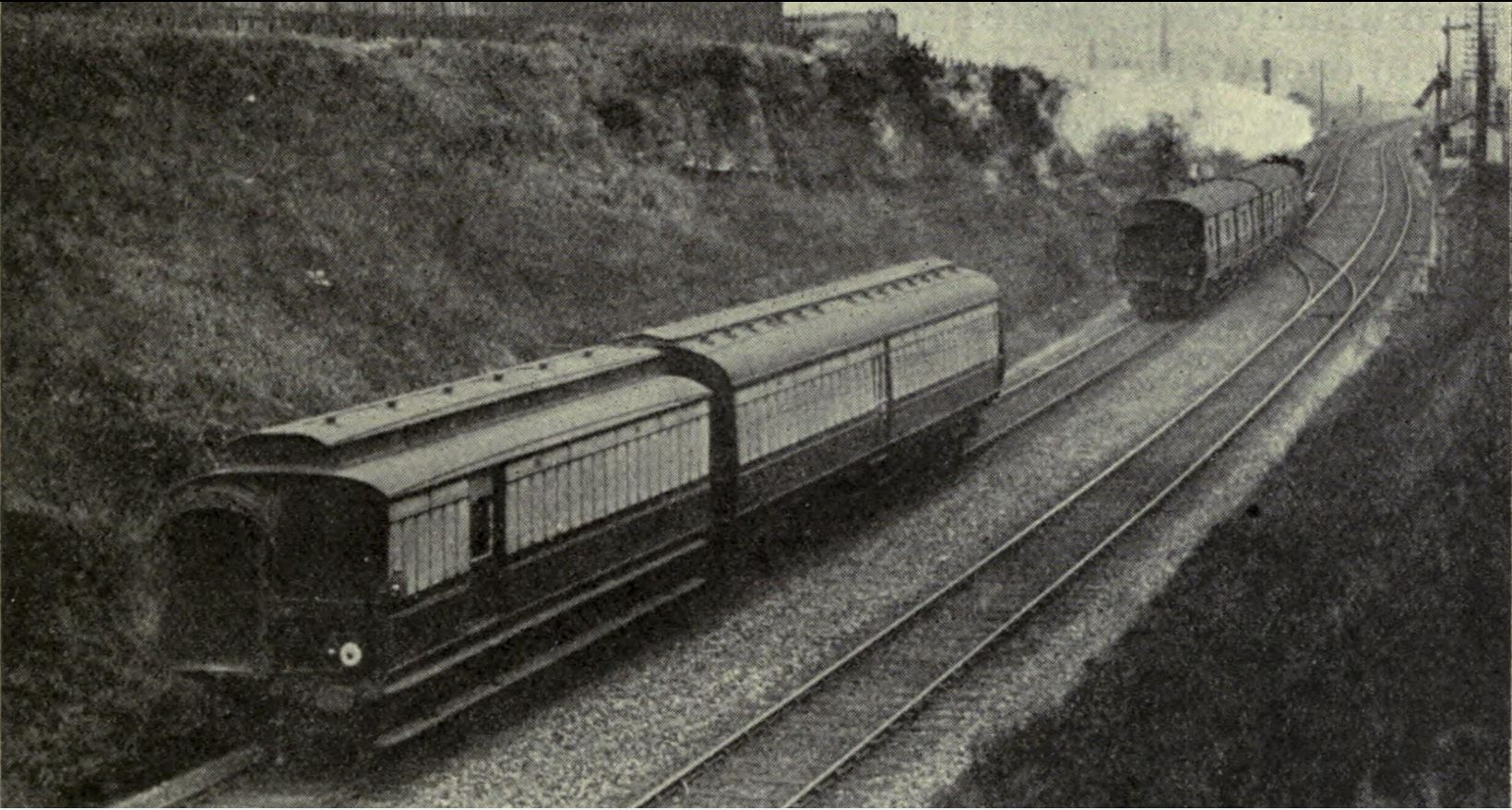
Im Mittelgrund der vorausfahrende Postzug, im Vordergrund die beiden nachrollenden, abgekuppelten Slip Coaches, Großbritannien ca. 1914

Ein Slip Carriage oder Slip Coach, deutsch auch Slipwagen, ist ein Eisenbahnwagen, der während der Fahrt vom Zug abgekuppelt und im nächsten Bahnhof angehalten wird.

## Geschichte
Die ersten Slip Coaches wurden 1851, nach andere Quellen 1858, eingesetzt, die meisten Verbindungen bestanden in den Jahren vor dem Ersten Weltkrieg. Im Laufe der Jahre wurde diese Betriebsart aufgrund der hohen Kosten unwirtschaftlich. Während des Zweiten Weltkriegs verkehrten keine Slip Coaches, danach nur noch auf Strecken der Great Western Railway (GWR). Nach der Verstaatlichung der GWR im Jahr 1948 gab es noch rund zwölf Verbindungen mit Slip Coaches. Ab 1959 blieb davon nur noch ein Wagen nach Bicester, der mit einem Zug 17:10 Uhr ab dem Bahnhof Paddington befördert wurde. Im September 1960 verschwand diese Betriebsweise endgültig.

## Betrieb

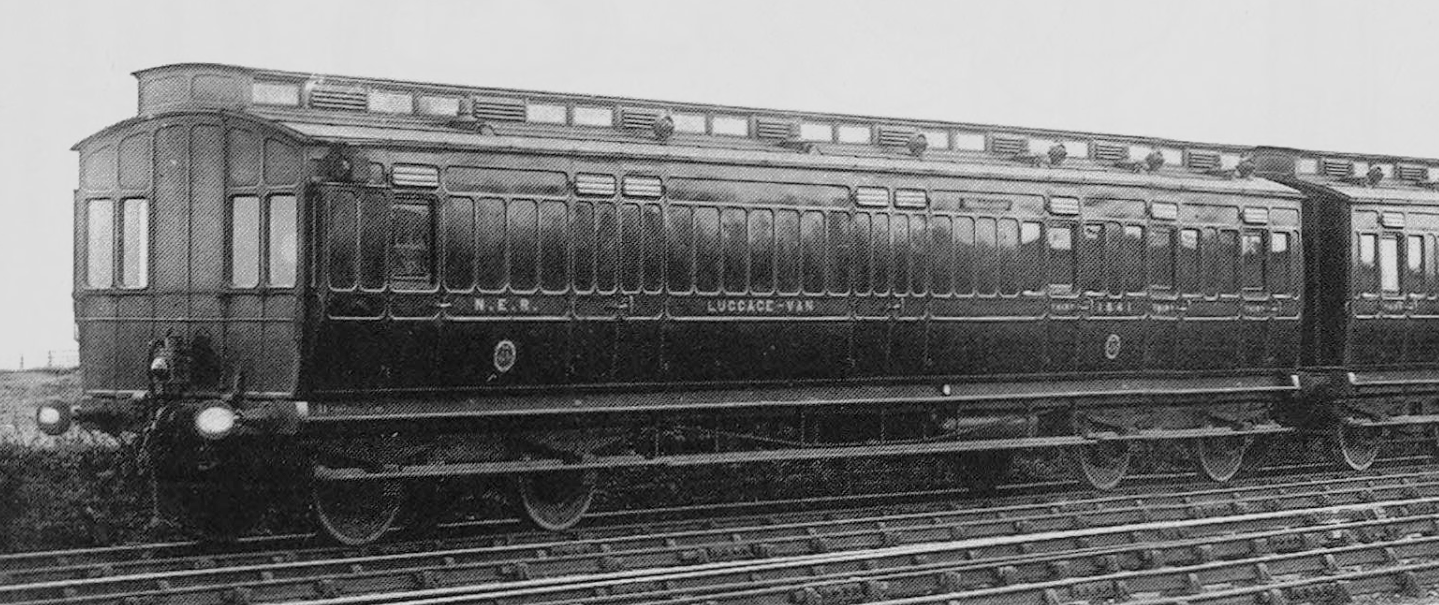
Halbgepäckwagen 1841 der North Eastern Railway (NER), der als Slipwagen eingesetzt wurde. Die Fenster in der Stirnwand dienten dem Schaffner zur Streckenbeobachtung nach dem Abkuppeln.

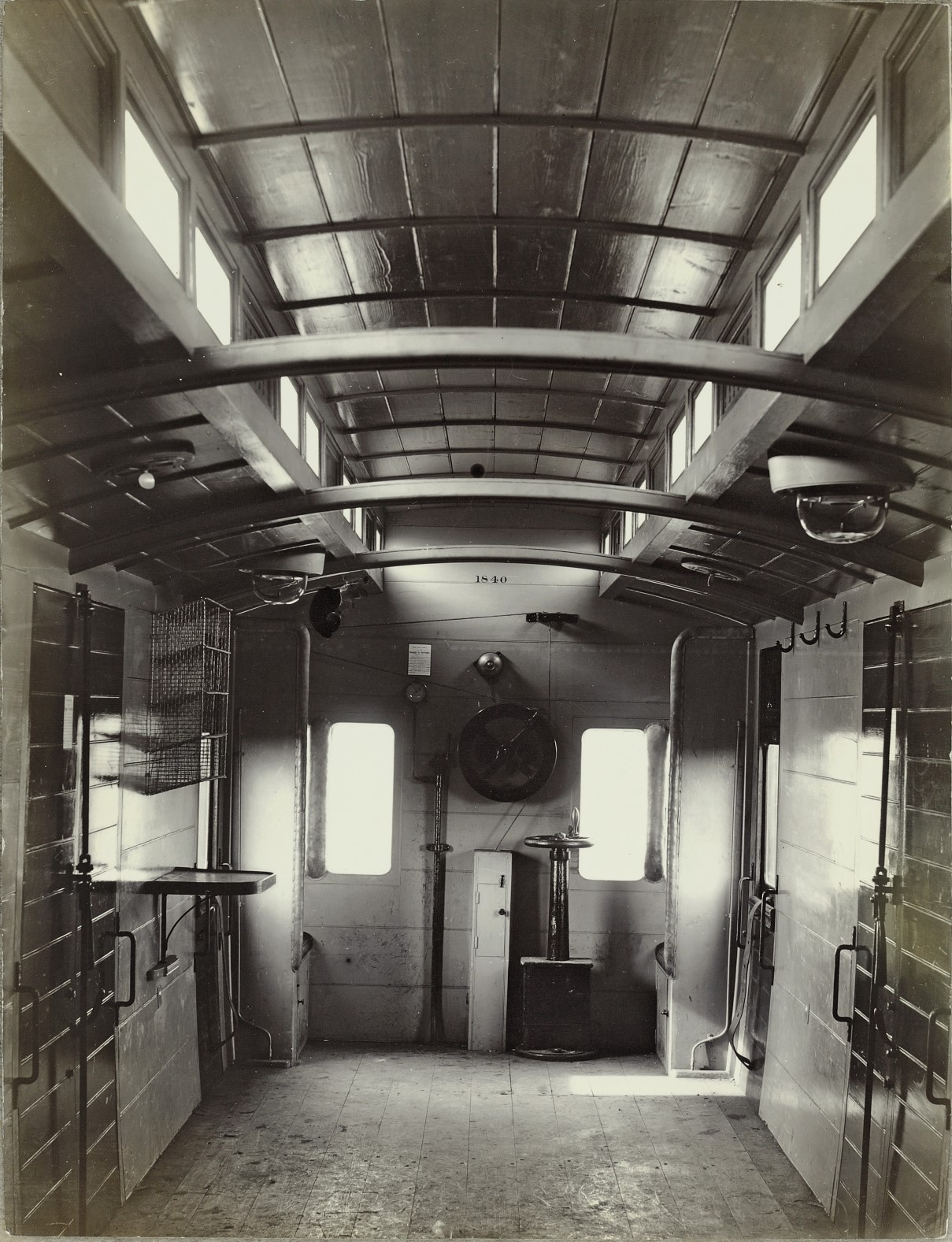
Innenansicht des Halbgepäckwagens 1840 der North Eastern Railway (NER). An der Stirnwand zwischen den Fenstern ist die Einrichtung zum Entkuppeln am Arbeitsplatz des Slip-Schaffners zu erkennen.

In Europa wurden Slip Carriages nur in Großbritannien, Frankreich und den Niederlanden eingesetzt. Die dortigen Eisenbahngesellschaften standen unter starkem Wettbewerbsdruck und waren bestrebt, die Fahrzeiten so kurz wie möglich zu halten und versuchten daher möglichst, auf Zwischenhalte zu verzichteten. Um Zwischenbahnhöfe ohne Zeitverlust bedienen zu können, wurden am Ende des Zuges ein oder mehrere Slip Carriages angehängt, die vor dem Zielbahnhof während der Fahrt des Zuges abgekuppelt wurden. Der Wagen oder der Zugteil rollte in den Bahnhof ein und wurde vom Schaffner mit der Handbremse am Bahnsteig angehalten, während der Zugstamm den Bahnhof bereits ohne Halt durchfahren hatte.
Der Einsatz von Slip Carriages hatte verschiedene Nachteile: Die Reisemöglichkeit bestand nur in eine Richtung, im Zielbahnhof musste eine Lokomotive bereitstehen, um den Wagen oder Zugteil vom Durchgangsgleis zu entfernen, und für die Rückfahrt zum Ausgangsbahnhof mussten die Wagen einem anderen Zug mitgegeben werden. Außerdem musste jeder Slipwagen eines Zuges mit einem für das Slippen ausgebildeten Schaffner besetzt sein. Es bestand die Gefahr, dass ein Slip Carriage mit dem Stammzug kollidierte, wenn dieser nach dem Trennen aus irgendeinem Grund seine Fahrt stark verlangsamte oder außerplanmäßig im Bahnhof anhielt. Besonders groß war die Gefahr bei schlechter Sicht durch Nebel oder starkem Regen. Darüber hinaus kam es immer wieder zu Unfällen mit Gleisarbeitern, die nach der Durchfahrt des Stammzuges glaubten, das Gleis gefahrlos wieder betreten zu können, dann aber von dem lautlos herannahenden Slip Coach erfasst wurden. 

## Abgrenzung zum Abschneppern
Ein weiteres Verfahren, bei dem die Wagen während der Fahrt abgekuppelt werden, ist das Abschneppern. Es diente ausschließlich dem Rangieren von Güterwagen. Im Gegensatz zum Slipverfahren wurde nach der Vorbeifahrt der Lokomotive oder des Stammzuges eine Weiche umgestellt, um den nachfolgenden Zugteil in ein anderes Gleis zu leiten. Es diente hauptsächlich dazu, Wagen in Stumpfgleise zu rangieren, ohne dass die Lok den Zug vorher umfahren musste. Das Verfahren wurde aber bereits 1921 von Freiherr von Röll als gefährlich eingestuft.

## Film
- P.B. Whitehouse and John Adams: By Slip Coach to Bicester. Großbritannien 1960. Dokumentarfilm. 5 Minuten.[1]